# Monheim (Bawaria)
Monheim – miasto w Niemczech, w kraju związkowym Bawaria, w rejencji Szwabia, w regionie Augsburg, w powiecie Donau-Ries, siedziba wspólnoty administracyjnej Monheim. Leży na Wyżynie frankońskiej, na terenie Parku Natury Dolina Altmühl, około 15 km na północny wschód od Donauwörth, przy drodze B2.

## Dzielnice
W skład miasta wchodzą następujące dzielnice:
Flotzheim, Itzing, Kölburg, Monheim, Rehau, Ried, Warching, Weilheim, Wittesheim.

## Demografia
| Rok  | Liczba mieszk. |
| 1970 | 4 207          |
| 1987 | 4 123          |
| 2000 | 4 776          |

## Polityka
Burmistrzem miasta jest Anton Ferber z PWG-FW, rada miasta składa się z 16 osób.
|      | CSU | SPD | PWG/FW | MUM-Monheimer Umland Liste | Razem |
| 2008 | 6   | 2   | 3      | 5                          | 16    |
| 2002 | 6   | 3   | 2      | 5                          | 16    |